# Jean-Claude Gaudin

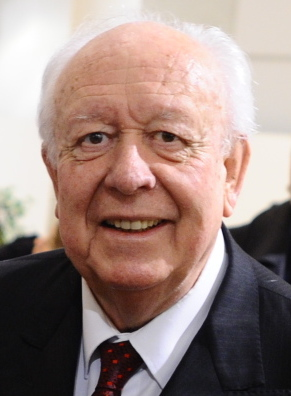
Jean-Claude Gaudin (2011)

Jean-Claude Gaudin (* 8. Oktober 1939 in Marseille, Stadtbezirk Mazargues; † 20. Mai 2024 in Saint-Zacharie) war ein französischer Politiker (UDF, UMP, LR). Von 1995 bis 2020 war er Bürgermeister von Marseille. Außerdem war Gaudin Präsident des Regionalrats von Provence-Alpes-Côte d’Azur (1986–1998), Senator (1989–1995 und 1998–2017), Minister für Raumplanung, Stadtentwicklung und Integration (1995–1997) sowie Präsident der Communauté urbaine Marseille Provence Métropole (2015–2018).

## Leben
Der ehemalige Lehrer für Geschichte und Geographie, der über 15 Jahre unterrichtete, nahm bereits in jungen Jahren am politischen Leben teil. 1965 wurde er das jüngste Mitglied des Marseiller Stadtrats, 1971 wurde er wiedergewählt. 1973 trat er den Républicains indépendants (Unabhängige Republikaner), einer liberalen Partei bei, im darauffolgenden Jahr unterstützte er die Wahlkampagne Valéry Giscard d’Estaings, des damaligen Parteiführers, der kurz darauf Präsident wurde.
Im März 1978 errang er als Kandidat der bürgerlich-liberalen Union pour la Démocratie Française (UDF) im zweiten Wahlkreis von Bouches-du-Rhône mit 53,7 % der abgegebenen Stimmen einen Wahlsieg gegen den bisherigen sozialistischen Abgeordneten Charles Emile Loo, den es ihm auch im Juni 1981 zu verteidigen gelang. Seine Abgeordnetenkollegen drängten ihn dann in den Parteivorsitz der UDF. Im März 1982 gewann er auf den ersten Anlauf die Kantonalwahlen im zwölften Kanton mit dem Rekordergebnis von 72,82 % aller abgegebenen Stimmen. Bei den Kommunalwahlen 1983 in Marseille führte er die Liste der Opposition gegen den damaligen sozialistischen Innenminister Gaston Defferre an, welcher sein langjähriges Amt als Bürgermeister trotz eines Vorsprungs von 2.497 Stimmen seitens Gaudin bewahren konnte. 1986 führte er bei der Wahl der Nationalversammlung und den Regionalwahlen die Listen der UDF im Département Bouches-du-Rhône an. In allgemeiner und direkter Wahl wurde er zum ersten Präsidenten des Conseil Régional („Regionalrat“) Provence Alpes Côte d’Azur gewählt.
Zwei Jahre später, nach dem Auflösen der Nationalversammlung, wurde er zum vierten Mal zum Abgeordneten in Bouches-du-Rhône wiedergewählt, immer noch im zweiten Wahlkreis von Marseille, mit über 60 % der abgegebenen Stimmen. Seine Parteikollegen sprachen ihm erneut ihr Vertrauen aus, indem sie ihn wieder in den Fraktionsvorsitz der UDF in der Nationalversammlung wählten.
März 1989 kandidierte er das zweite Mal für das Amt des Bürgermeisters von Marseille, doch sein Versuch scheiterte abermals. Im September desselben Jahres war er Kandidat bei den Senatswahlen, da er damit rechnete, dass die den Gemeinden näherstehende Haute Assemblée eine Ergänzung seiner durch sein regionales Amt, dessen Ausübung durch sein Abgeordnetenmandat schwieriger geworden war, gewonnenen Handlungsspielräume erlauben würde. Kaum gewählt, half er seinem Stellvertreter, dem Medizinprofessor Jean-François Mattéi, mit Erfolg dabei, ihn in seinem Stammwahlkreis, Bouches-du-Rhône, zu ersetzen.
1992 erzwang die Erneuerung des Conseil Régional Provence Alpes Côte d’Azur eine Wahl, bei der Gaudin hier gegen den Geschäftsmann Bernard Tapie und den rechtsextremen Jean-Marie Le Pen antrat. Gaudin gewann die Wahl.
Mit einer absoluten Ratsmehrheit von 55 von 101 Stimmen wurde Gaudin am 25. Juni 1995 zum Bürgermeister von Marseille gewählt, im September wurde er von den republikanischen und den unabhängigen Senatoren zu ihrem Fraktionsvorsitz im Senat gewählt. Am 7. November des Jahres hielt er als Kopf des Ministère de l’Aménagement du Territoire, de la Ville et de l’intégration, das er nach Auflösung der Nationalversammlung Juni 1997 wieder verließ, Einzug in die zweite Regierung des Premierministers Alain Juppé.
Am 6. Oktober 1998 wurde er Vizepräsident des Senats. Am 15. September 2000 wurde er zum Präsidenten der neuen Communauté Urbaine von Marseille Provence Métropole gewählt. Sie war auf seine Initiative hin nach Lyon und Lille als dritte Communauté Urbaine geschaffen worden und umfasste 18 Gemeinden und 980.000 Einwohner.
2001, 2008 und 2014 gewann Gaudin die Wiederwahl zum Bürgermeister von Marseille. Am 17. November 2002 wurde er zum Vizepräsidenten der konservativen Regierungspartei UMP gewählt, am 28. November 2004 wurde er wiedergewählt. Von 2011 bis 2014 war er Fraktionsvorsitzender der UMP im Senat. Es gelang ihm, Marseille 2013 zur Kulturhauptstadt Europas zu machen. Eine Ämterhäufung wie bei Gaudin als Verbindung eines kommunalen mit einem nationalen Mandat war in Frankreich häufig, seit 2017 ist sie allerdings nicht mehr zulässig. Gaudin schied aus dem Senat aus, um Bürgermeister bleiben zu können.
2001 wurde ihm die Ehrenbürgerschaft der armenischen Stadt Jerewan verliehen.

## Auszeichnungen
- Chevalier d’Ordre des Palmes Académiques
- Ritter der Ehrenlegion
- Großoffizier des Verdienstordens der Italienischen Republik
- Offizier des Nationalordens der République Côte d’Ivoire
- Großoffizier des Wissan Al Alaoui (Marokko)
- Commandeur de l’ordre de Saint-Charles des Fürstentums Monaco
- Kommandeur des Gregoriusordens
- Großkreuz-Ritter Ritterorden vom Heiligen Grab zu Jerusalem